# Oliver Baumann
Oliver Baumann (Breisach, 2 de junho de 1990) é um futebolista profissional alemão que atua como goleiro. Atualmente, joga no Hoffenheim e na Seleção Alemã.

## Carreira

### Freiburg
Oliver Baumann começou a carreira no SC Freiburg. Fez sua estreia pelo clube e profissionalmente na última rodada da Bundesliga de 2009–10, em um empate de 1–1 contra o Borussia Dortmund.
Em Junho de 2011, ele estendeu seu contrato até 2015.
Na temporada 2011-12, Baumann marcou 33 aparições pelo Freiburg, com 9 clean sheets.
Pelo time alemão, Baumann marcou presença em 147 partidas, com 39 clean sheets.[carece de fontes?]

### Hoffenheim
Baumann foi contratado ao Hoffenheim em 14 de Maio de 2014, assinando um contrato de 4 anos. Baumann se tornou ídolo do clube, desde que chegou sendo titular até se tornar capitão com a aposentadoria de Benjamin Hübner.

Em 9 de Novembro de 2023, Baumann renovou seu contrato com o Hoffenheim por mais dois anos. Ele se tornou o jogador com mais partidas pelo Hoffenheim.